# روان (النرويج)
روان، باللغة النرويجية Roan، هي بلدية في مقاطعة سور تروندلاغ وتنتمي لإقليم فوسان. المقر الإداري للبلدية هو قرية روان، كما تضم قرى أخرى مثل: بيساكير، براندسفيورد وهوسفستاد.

## معلومات عامة
تأسست بلدية روان في 1 يونيو/حزيران 1892 عندما قسمت بلدية بيورنور القديمة إلى ثلاث بلديات: روان، أوسن وستوكسوند، ولم تتغير حدودها منذ ذلك الحين.

### التسمية
سميت البلدية بروان نسبة إلى مزرعة قديمة أين بنيت الكنيسة الأولى، وهذا الاسم على الأرجح هو مشتق من الكلمة النوردية القديمة róða والتي تعني «عمود» أو «وتد» في إشارة لقمة جبلية تقع خلف المزرعة.

### شعار النبالة
شعار النبالة اُعتمد حديثا في 22 مايو/أيار 1987 وهو يصور ثلاث خرشناوات فضية اللون مع خلفية زرقاء، في إشارة لكون المنطقة موطنا للعدد كبير من الطيور.

### الكنائس
كنيسة النرويج تملك أبشرية واحدة في بلدية روان، وهي تابعة لعمادة فوسان وأسقفية نيداروس.
| الأبشرية | اسم الكنيسة | تاريخ البناء | موقع الكنيسة |
| -------- | ----------- | ------------ | ------------ |
| روان     | روان كيركا  | 1702         | روان         |

## الجغرافيا
روان تقع في شبه جزيرة فوسان بين أوفيورد (جنوبا)، أوسن (شمالا) ونامدالسايد (شرقا وهذه البلدية تقع في مقاطعة نور تروندلاغ). تضم روان عدد من الجزر في المحيط الأطلسي الذي يحدها غربا، كما يوجد بها ثلاث خلل رئيسية هي: براندسفيوردن شمالا، براسفيوردن وسطا وسكيورافيوردن جنوبا. منار كورا تقع على جزيرة صغغيرة بالقرب من خلل براندسفيوردن.
روان تتميز بالطابع التلي، أغلب الأراضي يترواح ارتفاعها بين 400 و600 مترا عن سطح البحر. دوأبما هي أعلى قمة في البلدية (644 مترا) وتقع على الحدود مع نامدالسايد.

## السكان
يتمركز أغلب السكان في المنطقة الساحلية أو وادي هوفستادالين. أغلب جزر روان عير مأهولة بالسكان باستثناء عدد قليل، مثل جزيرة براندسويا التي تتصل بالنرويج القارية بواسطة جسر. يوجد طريقين فقط يصلان البلدية بباقي البلاد: الأول باتجاه بلدية أوفيورد والثاني باتجاه بلدية أوسن.

## روابط خارجية
- الدليل السياحي لمقاطعة سور تروندلاغ على Wikivoyage
- إحصاءات حول بلدية روان على موقع الإحصاءات النرويجي.